# Šildrův mlýn
Šildrův mlýn v Drásově v okrese Brno-venkov je vodní mlýn, který stojí 500 metrů severně od kostela Povýšení svatého Kříže na potoce Lubě. Od roku 1999 je chráněn jako nemovitá kulturní památka České republiky.

## Historie
Mlýn je vyobrazen na I. vojenském mapování z let 1764–1768. V roce 1856 byl klasicistně přestavěn. Roku 1930 je uveden jeho majitel Ludvík Šildr. Po roce 1989 prošel rekonstrukcí.

## Popis
Areál je složen z vlastní budovy mlýna, hospodářských budov, příčné průjezdové stodoly a domku tovaryše. Budova mlýna je dvoupodlažní s valbovou střechou. K ní je připojena mlýnice s dochovanými zbytky technologického zařízení; nad vstupem je datována letopočtem 1856.
Sokl stavby je kamenný z pískovcových bloků; z těchto bloků je provedeno i vydláždění před vstupem. V přízemí a nad schodištěm do patra je mlýn zaklenut; interiéry jsou zaklenuty dvěma typy kleneb - valenými a českými plackami. Vstupní síň je vydlážděna pískovcem.
Hospodářská budova se sedlovou střechou má sklep zaklenutý valenou klenbou, stáje jsou zaklenuty českými plackami. Vstupy do stájí jsou opatřeny kamenným ostěním. Arkádové náspí má sloupy z červeného místního pískovce a je jím i vydlážděno.
Na hospodářskou budovu navazuje dům tovaryše (č.p. 82), který byl původně bytem stárka. Tento dům je přízemní, podsklepený, se sedlovou střechou. Hospodářský dvůr je uzavřen kamennou zdí.
Voda na vodní kolo vedla náhonem. V roce 1930 měl mlýn 1 kolo na svrchní vodu (hltnost 0,14 m³/s, spád 5,2 m, výkon 6,3 HP). Ve mlýně se dochovalo torzo uměleckého složení.